# Memento mori (Flyleaf)
Memento Mori è il secondo album in studio del gruppo musicale alternative metal statunitense Flyleaf. Dall'album sono stati estratti i singoli "Again", "Beautiful Bride" e "Missing", per ognuno dei quali è stato girato un video musicale.

## Tracce
1. Beautiful Bride – 3:03
2. Again – 3:05
3. Chasm – 2:54
4. Missing – 2:54
5. This Close – 3:20
6. The Kind – 2:47
7. In the Dark – 3:47
8. Set Apart This Dream – 3:15
9. Swept Away – 4:10
10. Tiny Heart – 3:07
11. Melting – 0:58
12. Treasure – 3:24
13. Circle – 3:03
14. Arise – 4:18
15. Uncle Bobby (Traccia fantasma) – 4:22

## Singoli
- Again - 2009
- Beautiful Bride - 2009
- Missing - 2010
- Chasm - 2010

## Formazione
- Lacey Mosley - voce
- Sameer Bhattacharya - chitarra
- Jared Hartmann - chitarra
- Pat Seals - basso
- James Culpepper - batteria